# NK Mladost Sućuraj
NK Mladost je hrvatski nogometni klub iz Sućurja na Hvaru.
Klub ima svoje igralište Emil Lenko Slavić, navijačku skupinu Veliku Gomilu i himnu "Mladosti." Igralište je dobilo ime po igraču kluba koji je preminuo za vrijeme utakmice. Ime navijačke skupine, osim što znači velika grupa, je i naziv ilirskog lokaliteta u blizini igrališta.

## Povijest
Osnovan je 1948. i od tada redovito igra u Hvarskoj nogometnoj ligi.
NK "Mladost" je često bio pri vrhu ljestvice, a najveći uspjesi su:
- 1985. i 1989. prvak otoka Hvara[nedostaje izvor]
- 1985., 1987. i 2008. pobjednik kupa otoka Hvara.

## Rezultati po sezonama
- 2011./12. – 7.[1]
- 2010./11. -
- 2009./10. -[2]
- 2008./09. – 8. (od 12)
- 2007./08. – 5. (od 12)
- 2006./07. – 9. (od 12)
- 2005./06. – 3. (od 12)
- 2004./05. – 4. (od 13)
- 2003./04. - ?
- 2002./03. - ?
- 2001./02. – 9. (od 11)
- 2000./01. – 9. (od 10)
- 1999./00. – 6. (od 10)
- 1998./99. – 7. (od 12)
- 1997./98. – 4. (od 12)
- 1996./97. – 9. (od 11)
- 1995./96. - ?
- 1994./95. - nije se igralo zbog Domovinskog rata
- 1993./94. - nije se igralo zbog Domovinskog rata
- 1992./93. - nije se igralo zbog Domovinskog rata
- 1991./92. - nije se igralo zbog Domovinskog rata
- 1990./91. - ?
- 1989./90. - prvak[nedostaje izvor]
- 1988./89. - ?
- 1987./88. - ?
- 1986./87. - ?
- 1985./86. - ?
- 1984./85. - prvak[nedostaje izvor]
- 1983./84. - ?
- 1982./83. - ?
- 1981./82. - ?
- 1980./81. - ?
- 1979./80. - ?
- 1978./79. - ?
- 1977./78. - ?
- 1976./77. - ?
- 1975./76. - ?
- 1974./75. - ?
- 1973./74. - ?
- 1972./73. – 4. (od 5) u B ligi

## Vanjske poveznice
- Stranica kluba